# 정복 영웅의 환영
《정복 영웅의 환영》(Hail The Conquering Hero)은 미국에서 제작된 프레스턴 스터지스 감독의 1944년 코미디, 전쟁 영화이다. 에디 브랙큰 등이 주연으로 출연하였고 프레스톤 스터지스 등이 제작에 참여하였다.

## 출연

### 주연
- 에디 브랙큰
- 엘라 레인스

### 조연
- 레이몬드 월번
- 윌리엄 드마레스트
- 프랭클린 팽본
- 엘리자베스 패터슨
- 조지아 케인

## 기타
- 미술: 핼데인 더글러스
- 미술: 한스 드레이어
- 의상: 에디스 헤드